# Evervis
De evervis (Capros aper) is een straalvinnige vis uit de familie van de evervissen (Caproidae), orde baarsachtigen (Perciformes), en de enige soort in het geslacht Capros. Vroeger werd deze vis ingedeeld in de orde van de zonnevisachtigen (Zeiformes). De wetenschappelijke naam van de soort werd, als Zeus aper, in 1758 gepubliceerd door Linnaeus.

## Uiterlijk en leefwijze
De evervis wordt maximaal 30 centimeter lang, maar blijft meestal tussen de 13 tot 15 centimeter. Mannetjes blijven kleiner dan de vrouwtjes. De evervis heeft een hoge rug en is steenrood van kleur. Het voorhoofd is 'ingedeukt', bolrond naar binnen. Zijn ogen zijn groot en de snuit is spits en even lang als de diameter van het oog. De snuit is uitstulpbaar en vormt een buisje waarmee macrofauna van de zeebodem kan worden opgezogen.
De eerste rugvin heeft negen stekels, de tweede rugvin heeft 23-25 vinstralen. De evervis heeft één aarsvin met drie stekels en 22-24 vinstralen.

## Verspreiding en habitat
De vis komt voor in het noordoosten en het oosten van de Atlantische Oceaan, langs de kust van Zuid-Noorwegen tot aan Senegal en in de Middellandse Zee. Niet in de Noordzee, maar wel in het Skagerrak. De vis houdt zich op in scholen op een diepte van 40 tot 700 meter boven rotsige, of zandige zeebodems of bij koraalriffen.

## Relatie tot de mens
De soort komt niet voor op de Rode Lijst van de IUCN. Vanaf 2008 is de visserij op de evervis ontwikkeld door met name Ierse trawlers, waarbij de vangst 100% bedoeld is voor de productie van vismeel.

## Status in Nederland
De evervis is zeer zeldzaam aan de Nederlandse kust. In 1965 werd er een gevangen in het Brouwershavense Gat en op 25 november 2005 spoelde een exemplaar aan op Texel. Beide exemplaren bevinden zich in een wetenschappelijke museumcollectie.